# Andy Mill

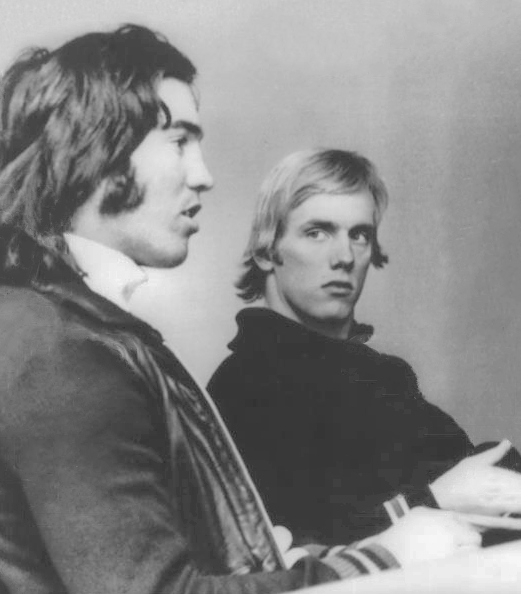
Andy Mill (links)

Andy Mill (* 2. November 1953 in Fort Collins, Colorado) ist ein ehemaliger US-amerikanischer Skirennläufer.
Er nahm in den Jahren 1976 und 1980 an den Olympischen Spielen in der Abfahrt teil. Seine beste Platzierung bei Olympia war der sechste Platz 1976 in Innsbruck. Außerdem startete er bei den Weltmeisterschaften 1974 in St. Moritz und 1978 in Garmisch-Partenkirchen. Von 1974 bis 1981 war er der beste amerikanische Abfahrtsläufer im Weltcupzirkus, wobei er 1980 mit einem 4. Rang in der Abfahrt in Gröden seine beste Platzierung erreichte.
Nach seinem Rücktritt arbeitete er für die amerikanischen Sender ESPN, NBC, ABC und CBS als Co-Kommentator. Ab 1988 war Andy Mill mit der Tennisspielerin Chris Evert verheiratet. Das Paar hat zusammen drei Kinder. In beidseitigem Einvernehmen reichten sie am 20. Oktober 2006 nach 18 Jahren Ehe die Scheidung ein.